# Danh sách vườn quốc gia tại Kazakhstan
Các vườn quốc gia tại Kazakhstan được thành lập để bảo vệ sự đa dạng sinh học, động thực vật hoang dã, cảnh quan tự nhiên để sử dụng cho các mục đích môi trường, sinh thái, giáo dục, khoa học, du lịch và giải trí.
Vườn quốc gia Bayanaul là vườn quốc gia đầu tiên được thành lập vào năm 1985. Với diện tích 643.477 hecta, Katon-Karagay là vườn quốc gia lớn nhất của đất nước, trong khi Bayanaul là vườn quốc gia nhỏ nhất. Ý tưởng chính của việc tạo ra các vườn quốc gia là bảo tồn các khu vực hoang dã độc đáo trong khi vẫn cung cấp cho mọi người quyền ghé thăm tại các khu vực tự nhiên này.
Vườn quốc gia Sayram-Ugam là một phần của Di sản thế giới Tây Thiên Sơn được UNESCO công nhận từ năm 2016.
Tính đến hết năm 2018, Kazakhstan có tổng cộng 13 vườn quốc gia và 2 địa điểm dự kiến khác sẽ được thiết lập vườn quốc gia trong tương lai.

## Danh sách
Dưới đây là danh sách các vườn quốc gia tại Kazakhstan.
| Hình ảnh | Tên                                   | Năm thành lập | Diện tích (hecta) | Vị trí                   |
| -------- | ------------------------------------- | ------------- | ----------------- | ------------------------ |
|          | Vườn quốc gia Bayanaul                | 1985          | 68.452,8          | Pavlodar                 |
|          | Vườn quốc gia Ile-Alatau              | 1996          | 198.669           | Almaty                   |
|          | Vườn quốc gia Altyn-Emel              | 1996          | 307.653,35        | Almaty                   |
|          | Vườn quốc gia Kokshetau               | 1996          | 182.076           | Akmola và Bắc Kazakhstan |
|          | Vườn quốc gia Karkaraly               | 1998          | 112.120           | Karagandy                |
|          | Vườn quốc gia Burabay                 | 2000          | 129.299           | Akmola                   |
|          | Vườn quốc gia Katon-Karagay           | 2001          | 643.477           | Đông Kazakhstan          |
|          | Vườn quốc gia Charyn                  | 2004          | 127.050           | Almaty                   |
|          | Vườn quốc gia Sayram-Ugam             | 2006          | 149.037,1         | Nam Kazakhstan           |
|          | Vườn quốc gia Các hồ Kolsay           | 2007          | 161.045           | Almaty                   |
|          | Vườn quốc gia tự nhiên Zhongar-Alatau | 2010          | 356.022           | Almaty                   |
|          | Vườn quốc gia Buiratau                | 2011          | 88.968            | Akmola và Karagandy      |
|          | Vườn quốc gia Tarbagatai              | 2018          | 143.550,5         | Đông Kazakhstan          |

## Vườn quốc gia dự kiến
- Vườn quốc gia Merke, Zhambyl (dự kiến thành lập năm 2020)
- Vườn quốc gia Ulytau, Karagandy (dự kiến thành lập năm 2020)